# Траунштайн (район)
Траунштайн (нем. Traunstein) — район в Германии. Центр района — город Траунштайн. Район входит в землю Бавария. Подчинён административному округу Верхняя Бавария. Занимает площадь 1533,92 км². Население — 170 819 чел. Плотность населения — 111 человек/км².
Официальный код района — 09 1 89.
Район подразделяется на 35 общин.

## Города и общины

Муниципалитеты района Траунштайн (Бавария)

### Городские общины
1. Титмонинг (6 151)
2. Траунройт (25 000)
3. Траунштайн (18 351)
4. Тростберг (11 611)

### Ярмарочные общины
1. Вагинг-ам-Зе (6 303)
2. Грассау (6 334)

### Сельские общины
1. Альтенмаркт-на-Альце (4 257)
2. Берген (4 831)
3. Воннеберг (1 453)
4. Грабенштетт (4 057)
5. Зеон-Зебрукк (4 510)
6. Зигсдорф (8 228)
7. Зурберг (3 170)
8. Инцелль (4 327)
9. Кинберг (1 383)
10. Кирханшёринг (3 125)
11. Марквартштайн (3 086)
12. Нусдорф (2 458)
13. Обинг (3 945)
14. Паллинг (3 385)
15. Петтинг (2 338)
16. Питтенхарт (1 641)
17. Райт-им-Винкль (2 458)
18. Рупольдинг (6 319)
19. Тахертинг (5 654)
20. Тахинг-ам-Зе (1 925)
21. Иберзе (4 848)
22. Унтервёссен (3 509)
23. Фахендорф (1 805)
24. Фридольфинг (4 148)
25. Химинг (4 475)
26. Шлехинг (1 750)
27. Шнайтзе (3 597)
28. Штаудах-Эгерндах (1 160)
29. Энгельсберг (2 699)

### Объединения общин
1. Административное сообщество Берген
2. Административное сообщество Вагинг-ам-Зе
3. Административное сообщество Марквартштайн
4. Административное сообщество Обинг

## Население
По оценке на 31 декабря 2015 года население района составляет 174 162 человека.
| Дата      | 1840  | 1871  | 1900  | 1925  | 1939  | 1950   | 1961   | 1970   | 1987   | 2011   |
| --------- | ----- | ----- | ----- | ----- | ----- | ------ | ------ | ------ | ------ | ------ |
| Население | 47646 | 53375 | 64943 | 76506 | 81874 | 124848 | 120721 | 133623 | 145408 | 168509 |

| Год       | 1960   | 1970   | 1980   | 1990   | 2000   | 2009   | 2010   | 2011   | 2012   | 2013   | 2014   | 2015   |
| --------- | ------ | ------ | ------ | ------ | ------ | ------ | ------ | ------ | ------ | ------ | ------ | ------ |
| Население | 120014 | 134838 | 141707 | 154146 | 167646 | 170614 | 170521 | 168827 | 169464 | 170364 | 171978 | 174162 |

## Внешние ссылки
- Официальная страница (нем.)